# Hermann Bayer (Maler, 1936)
Hermann Bayer (* 22. Juni 1936 in Innsbruck; † 23. Juli 2012 in Wien) war ein österreichischer Maler, Zeichner und Grafiker.

## Wirken
Bayer studierte von 1956 bis 1961 an der Staatlichen Graphischen Lehr- und Versuchsanstalt in Wien und hatte danach bis 1970 einen Lehrauftrag an der Akademie für angewandte Kunst Wien.
Ab 1965 war Bayer Mitglied der Tiroler Künstlerschaft. Er galt als talentierter Vertreter der abstrakten Kunst und stellte in Deutschland und Österreich aus.